# واردل، چشر
واردل (به انگلیسی: Wardle) یک روستا و محله مدنی در بریتانیا است که در چشر شرقی واقع شده‌است. واردل ۲۵۴ نفر جمعیت دارد.